# هارالد یونکه
هارالد یونکه (آلمانی: Harald Juhnke; ۱۰ ژوئن ۱۹۲۹ – ۱ آوریل ۲۰۰۵) بازیگر تئاتر، بازیگر سینما و بازیگر تلویزیون اهل آلمان بود.
از فیلم‌ها یا برنامه‌های تلویزیونی که وی در آن نقش داشته‌است می‌توان به خداحافظ لنین اشاره کرد.